# Tamminiemi
La residenza di Tamminiemi (in lingua svedese Villa Ekudden), è una villa situata nel quartiere Meilahti di Helsinki. È stata una delle residenze ufficiali del presidente della Finlandia dal 1940 fino al 1981.
Da tale data la residenza venne concessa come residenza privata del Presidente Urho Kekkonen. Alla sua morte, nel 1986, la villa divenne la casa museo Urho Kekkonen, che non presenta solo la vicenda umana di Kekkonen ma tutta la storia della Finlandia. Gli eredi di Kekkonen donarono la proprietà del museo.
La residenza si trova in un parco in riva al mare. Tamminiemi ha una superficie di circa 450 metri quadrati.
Progettato dagli architetti d'Art Nouveau Sigurd Frosterus e Gustaf Strengell, la villa Jugendstil venne costruita nel 1903 per l'uomo d'affari di origine danese Jörgen Nissen. La villa passò poi di proprietà o in affitto a un certo numero di persone, prima di essere acquistata dal pubblicitario e patrono artistico Amos Anderson nel 1924. Anderson donò Tamminiemi allo Stato nel 1940, per servire come residenza presidenziale.
La villa venne utilizzata come prima residenza dal Presidente Risto Ryti, che risiedette a Tamminiemi, così come dal Presidente Carl Gustaf Emil Mannerheim; il Presidente Juho Kusti Paasikivi preferì invece come sua residenza ufficiale il Palazzo presidenziale di Helsinki.
La villa è comunque particolarmente associata con il Presidente Kekkonen, dovuto in gran parte al fatto che fu la sua casa per circa trenta anni.
Tamminiemi ha anche una famosa sauna fatta costruire nel 1960 dalla moglie del presidente Kekkonen, Sylvi, che il Presidente utilizzava per intrattenere i suoi ospiti.